# 塔爾巴哈台山脈國家公園
48°00′N 97°30′E / 48°N 97.5°E

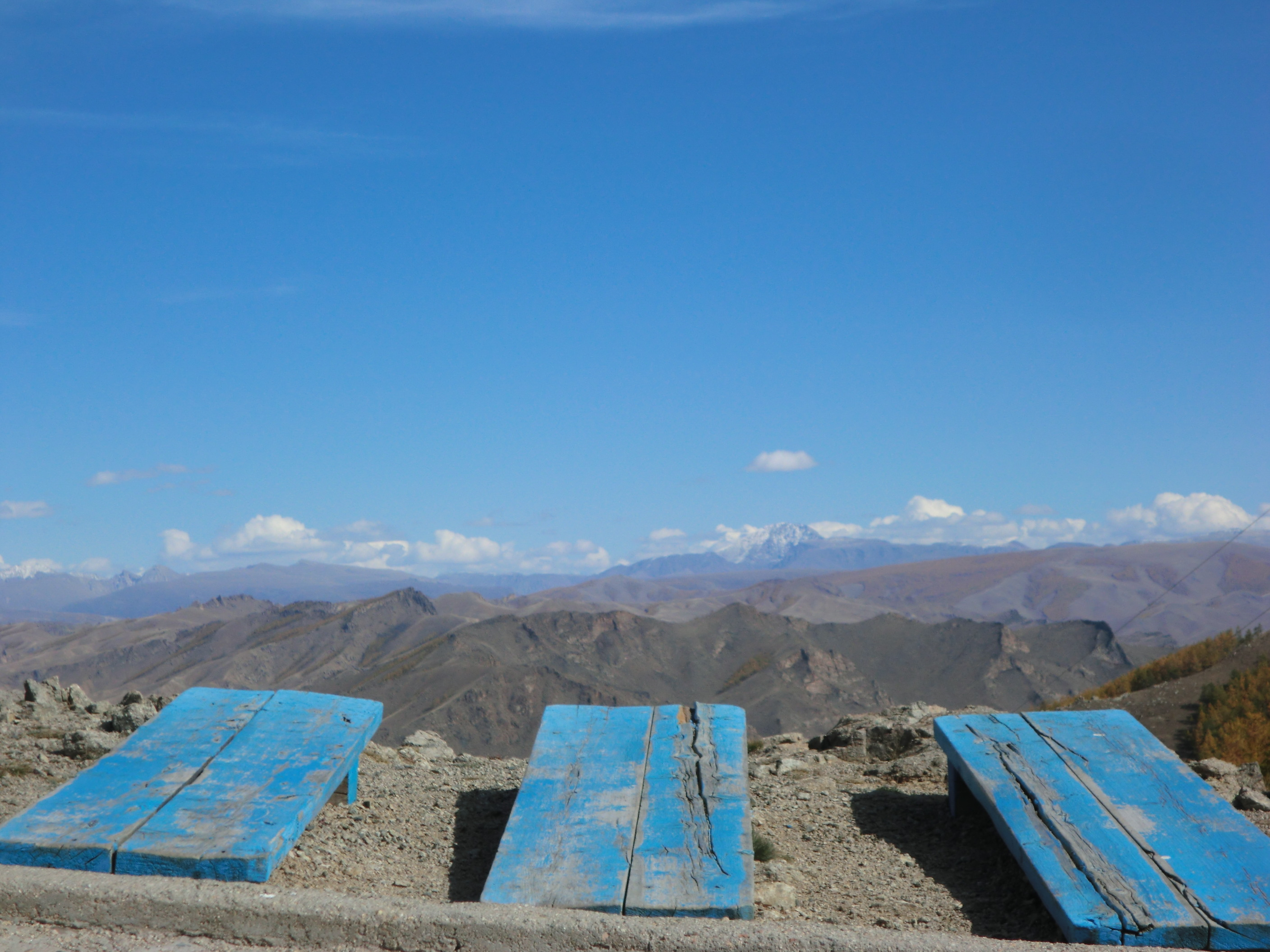

塔爾巴哈台山脈國家公園是蒙古國的國家公園，位於該國中部，處於扎布汗省，成立於2000年，面積5,467平方公里，受半乾旱氣候影響。